# SBIレミット
SBIレミット株式会社（エスビーアイレミット、英: SBI Remit Co., Ltd.）は、東京都文京区大塚に本社を置く、SBIホールディングス傘下で国際送金業を中核とする第二種資金移動業者、電子決済代行業、銀行代理業。

## 概要
2010年4月に施行された資金決済法に基づく資金移動業者として金融庁に登録を行い、同年12月に、1回あたりの送金金額100万円を上限とした少額海外送金業務を開始。法令施行直後の営業開始と、2020年7月に累計額が1兆円を突破したこと等により、資金移動業者でも大手老舗の一角と言える。
相対的に安い手数料で、東南アジア諸国への郷里送金に強くネイティブスタッフが多数在籍。各国語対応のカスタマーセンターを保有、日本語のみならず母国語での応対が可能。2022年10月、外国人技能実習生向けに銀行サービス（SBIレミットNEOBANK。住信SBIネット銀行を所属銀行とする銀行代理業。住信SBIネット銀行SBIレミット支店での取引）を開始し、技能実習生を監理している監理団体、協同組合との連携が強い。
2022年9月のマネータップ社吸収合併に伴い、同社のMoney Tap事業を継承し、国内向けサービスも行っている。

## 特徴
- 利用者の用途に合わせて、インターネットやATM、コンビニなどから送金依頼が行える。
- 受取方法は2種類あり、銀行口座受取と現金受取から選択する。
- 銀行口座受取はSBIレミットが東南アジアの主要行をコルレスとして提携。
- 現金受取とはMoneyGram社提携店（現地代理店）にて受取人本人が現金で受け取れるサービスで、受取人に関して銀行口座が不要、最短10分での受取が可能。同社をはじめ、様々な送金会社や銀行と提携していることで、世界200以上の国と地域に送金ネットワークを有す。

### 銀行口座受取
銀行口座受取・現金受取サービスが利用可能な国は下記の通り。
フィリピン、中国、ベトナム、インドネシア、タイ、ミャンマー、カンボジア、ブラジル、ペルー、ネパール、スリランカ
※現金受取サービスのみ利用可能な国は、全世界に多数あり。

## Money Tap
2022年9月のマネータップ社吸収に伴い、SBIレミットが継承したサービス。
- 個人向けサービスとして、Money Tapアプリによる個人向け送金と収納代行のスマートフォン決済（PayB）を手掛けている。
- 接続金融機関とのAPI口座連携サービスを手掛けている。
- スマートフォン決済のチャージやFX自動積立の口座連携を手掛ける。
- 他の金融機関のサービスを自金融機関のサービスの中に組み込むサービス。愛媛銀行のアプリを利用したひめぎんNEOBANKなどの形で提供される。

## 沿革
- 2010年（平成22年）12月 - 国際送金サービス開始。ウェブサイトオープン。
- 2011年（平成23年）
  - 1月 - コンビニ送金サービス開始。
  - 11月 - フィリピンへの銀行口座あて送金サービス開始。
- 2012年（平成24年）
  - 1月 - 中国への銀行口座あて送金サービス開始。
  - 2月 - ネパールへの銀行口座あて送金サービス開始。
- 2014年（平成26年）2月 - ペルーへの銀行口座あて送金サービス開始。
- 2015年（平成27年）
  - 4月 - スリランカへの銀行口座あて送金サービス開始
  - 7月 - 国際送金の送金累計額が1,000億円を突破。ブラジルへの銀行口座あて送金サービス開始。
- 2016年（平成28年）
  - 9月 - 国際送金の送金累計額が2,000億円を突破。
  - 11月 - インドネシアへの銀行口座あて送金サービス開始。
- 2017年（平成29年）
  - 5月 - ベトナムへの銀行口座あて送金サービス開始。
  - 6月 - 初の分散台帳技術（DLT）を活用したタイへの銀行口座あて送金サービス開始。
  - 7月 - 国際送金の送金累計額が3,000億円を突破。
  - 10月 - ミャンマーへの銀行口座あて送金サービス開始。
- 2018年（平成30年）
  - 2月 - 国際送金の送金累計額が4,000億円を突破。
  - 9月 - 国際送金の送金累計額が5,000億円を突破。
  - 10月 - インドへの銀行口座あて送金サービス開始。ナイジェリア・ガーナへの銀行口座あて送金サービス開始。
- 2019年（平成31年/令和元年）
  - 2月 - 国際送金の送金累計額が6,000億円を突破。
  - 7月 - 国際送金の送金累計額が7,000億円を突破。
  - 11月 - 日本・ベトナム間で初の分散台帳技術（DLT）を活用した送金サービス開始[4]。
  - 12月 - 国際送金の送金累計額が8,000億円を突破。
- 2020年（令和2年）
  - 1月 - 島根銀行が同社の国際送金サービスを取扱い開始。
  - 2月 - 福島銀行が同社の国際送金サービスを取扱い開始。
  - 3月 - 筑邦銀行が同社の国際送金サービスを取扱い開始。
  - 4月 - 国際送金の送金累計額が9,000億円を突破。
  - 7月 - みちのく銀行が同社の国際送金サービスを取扱い開始（2023年4月28日終了）。国際送金取扱い累計額が1兆円を突破。
  - 9月 - フィリピンモバイルマネー「GCash」の送金サービスを提供開始。
- 2021年（令和3年）
  - 1月 - 国際送金サービスをローソン銀行ATMで取り扱い開始。
  - 6月 - 海外送金経験者が選ぶ「おすすめしたい海外送金サービス」で第1位を獲得。
  - 7月 - SBIレミットとSBI VCトレード、日本初となる暗号資産を用いた 国際送金サービスを展開開始[5]。
  - 8月 - ゆうちょ銀行ATMとCAFIS経由で接続を開始。
- 2022年（令和4年）
  - 9月 - マネータップ株式会社を吸収合併[6]。当社によるMoney Tapサービスを開始。
  - 10月 - 住信SBIネット銀行を所属銀行とする銀行代理店となったことに伴い、SBIレミットNEOBANKのサービスを開始。